# Etilmorfin
Az etilmorfin
(INN: ethylmorphine) a morfin fenantrén-vázas (félszintetikus) származéka. A kodeinhez hasonló, valamivel erősebb analgetikum.
A VIII. Magyar Gyógyszerkönyvben Etilmorfin-hidroklorid (Ethylmorphini hydrochloridum)  néven hivatalos.  

## Hatása
Az opoid-receptorhoz kapcsolódik, gyenge agonista. 20–50 mg-ban orálisan is hat: köhögést, fulladást csillapít, légúti szekréciót és nyálkahártya duzzanatot csökkent. A szem nyirokkeringését fokozza.

## Farmakokinetikai tulajdonságok
Etil-morfin hidroklorid: A gastrointestinalis traktusból jól felszívódik, hatása 4-5 órán át tart.
A májban metabolizálódik és részben morfinná alakul. Átjut a placentán, bejut az anyatejbe.